# Ceratodontiformes
De Ceratodontiformes zijn een orde van beenvissen (Osteichthyes), die tegenwoordig nog bestaat uit zes soorten longvissen in Afrika, Zuid-Amerika en Australië. Hun naaste verwanten zijn de gewervelde landdieren (Tetrapoda), gevolgd door de coelacanten (Crossopterygiformes). De naam is afgeleid van Ceratodus.

## Ontdekkingsgeschiedenis
Fossiele longvissen uit de Old-Red-Sandstone zijn al meer dan tweehonderd jaar bekend. De Zuid-Amerikaanse longvis was de eerste levende soort die in 1836 werd ontdekt door de Oostenrijkse zoöloog Johann Natterer en in 1837 werd beschreven als een reptiel door zijn collega Leopold Fitzinger, die de longen en de ongebruikelijke positie van de buitenste neusgaten bij de bovenlip opmerkte. De eerste wetenschappers die levende longvissen zagen, konden niet geloven dat ze naar vissen keken. Fitzinger twijfelde er niet aan dat de Zuid-Amerikaanse longvis een reptiel was, vooral omdat in die tijd de kruipende dieren nog niet duidelijk waren verdeeld in amfibieën en reptielen. De wetenschappelijke naam Lepidosiren betekent 'geschubde salamander', en deze aanduiding bleef lange tijd gebruikt worden in het Duits, bijvoorbeeld in Brehms Tierleben.
De Britse zoöloog Richard Owen, die de Afrikaanse longvis in 1839 beschreef, realiseerde zich toen dat de dieren vissen moesten zijn. De Australische longvis werd uiteindelijk gevonden in Queensland in 1870, 32 jaar nadat zijn naaste familielid Ceratodus uit het Trias werd beschreven door de Zwitserse paleontoloog Louis Agassiz op basis van zijn tandplaten. Albert Günther publiceerde in 1871 een nauwkeurige anatomische beschrijving van de Australische longvis en bevestigde de anatomie van de dieren.

## Anatomie
De huidige longvissen zijn vierenveertig centimeter tot honderdzeventig centimeter lang. Bij alle zes soorten zijn de rugvin, de protocercale staartvin en de anaalvin samengegroeid tot een vinzoom. Daarentegen hadden de longvissen uit het Devoon verschillende dorsale, anale en staartvinnen die nog steeds heterocercaal waren. De Australische longvis heeft borst- en buikvinnen, ondersteund door een gedeeltelijk verbeend en gespierd skelet. Bij de andere vijf soorten zijn de gepaarde vinnen omgevormd tot draadachtige organen zonder vinstralen.
De Australische longvis heeft grote, ruitvormige schubben, de schubben van de andere soorten zijn klein en liggen diep ingebed in een glandulaire epidermis.
De long van de longvis is een orgaan op het darmkanaal dat homoloog is aan de zwemblaas. De Australische longvis heeft een enkele long die zich boven het darmkanaal bevindt. De overige soorten hebben gepaarde longen die ventraal liggen. Meestal stijgen longvissen elke dertig tot zestig minuten naar de oppervlakte om lucht in te ademen.
Als larven hebben de Afrikaanse en Zuid-Amerikaanse longvissen buitenste kieuwen, die vervolgens verdwijnen. Sommige soorten zijn afhankelijk van luchtademhaling. Als ze te lang onder water worden gehouden, zullen ze stikken, een eigenschap die vrij ongebruikelijk is voor vissen. Ze gebruiken hun kieuwen vooral om koolstofdioxide af te geven, de zuur-base balans te reguleren en om stikstofhoudende afvalstoffen af te scheiden.
Het lichaam van de longvis is langwerpig, mannelijke en vrouwelijke dieren verschillen uiterlijk niet van elkaar. Een bijzonder kenmerk van de Dipnoi is het lymfestelsel, dat ze delen met de tetrapoden, maar niet met de andere vissen - het moet daarom in het Devoon zijn ontstaan, na de scheiding van de beenvissen in Actinopterygii (straalvinnige vissen) en Sarcopterygii (kwastvinnigen).

## Levenswijze
Longvissen zijn zeer trage dieren die voornamelijk in kleine, stilstaande of langzaam stromende wateren leven. Alleen de Ethiopische longvis (Protopterus aethiopicus) leeft ook in grote meren, bijvoorbeeld in het Tanganyikameer. Longvissen hebben een carnivoor dieet en eten langzaam bewegende bodemvissen, mosselen, slakken, wormen, schaaldieren en insectenlarven.
Er is gemeld dat Afrikaanse longvissen zich tot vier jaar kunnen inkapselen in een kapsel, gemaakt van endogeen slijm en modder. Om dit te doen, graven ze zich in de modder en scheiden slijm af. Dit stolt en vormt een lijn in de tunnel die in de modder is gegraven. Er wordt een gat gelaten in de buurt van de mond, waardoor longademhaling mogelijk is. Gedurende deze tijd leven ze van hun spierweefsel en slaan ze hun uitscheidingsproducten op, waaruit ze het water extraheren en terug in hun bloedsomloop brengen. Ze krullen zich op en steken hun staart over hun ogen om te voorkomen dat die uitdrogen. Na zo'n fase zien ze eruit als gedroogde vissen en duurt het als het kapsel door water wordt opgelost enkele uren voordat ze weer kunnen bewegen.
In tegenstelling tot hun verwanten kunnen de Zuid-Amerikaanse longvissen (Lepidosiren) en de Afrikaanse longvissen (Protopterus), Australische longvissen (Neoceratodus) zich niet inkapselen in de modder en daar overleven als het droog is.

## Voortplanting
Longvissen planten zich ovipaar voort en leggen tot vijfduizend eieren per nest. De eieren van de Australische en Afrikaanse longvissen hebben een diameter van drie tot vier millimeter, terwijl die van de Zuid-Amerikaanse longvissen groter zijn met zes tot zeven millimeter. De eieren worden ingekapseld in een gelatineuze substantie in de gang van Müller. Afrikaanse en Zuid-Amerikaanse longvissen bouwen horizontale tunnels in de wateroevers waar de eieren worden gelegd. De Australische longvis plakt ze aan waterplanten. De larven komen na vijfentwintig tot dertig dagen uit. Ze hebben geen uitwendige kieuwen, terwijl die van de andere twee geslachten drie of vier uitwendige kieuwen hebben.

## Evolutie
In het Paleozoïcum kwamen longvissen veel voor in zowel zout als zoet water. De eerste longvissen zijn bekend uit de geologische periode van het Devoon van de Chinese provincie Yunnan. Ook de eerste, weliswaar lege, fossiele moddercapsules dateren uit deze periode. De daarin geconserveerde longvissen zijn alleen bekend uit het Perm.
De meeste soorten stierven uit in de grote Perm-Trias extinctie. Slechts twee groepen overleefden tot op de dag van vandaag. De Neoceratodontidae, waarvan tegenwoordig slechts één soort is vertegenwoordigd, had een wereldwijde verspreiding in het Mesozoïcum.
De relatief naaste verwanten van de coelacanth en de longvis, de Rhipidistia, worden in de paleontologie vaak beschouwd als de voorouders van de eerste gewervelde landdieren (Tetrapoda). De structuur van hun skelet lijkt op Ichthyostega, een fossiel dat wordt beschouwd als een van de eerste "amfibieën" en dus als een gewerveld landdier. Tiktaalik is een overgangsvorm tussen kwastvinnigen en gewervelde landdieren.
Bovendien spreken een hele reeks gemeenschappelijke kenmerken voor een nauwe verwantschap van de longvissen met de gewervelde landdieren, met name de schedelstructuur, het begin van een scheiding van zuurstofrijk bloed uit de longen en zuurstofarm bloed uit het lichaam en de vier ongeveer even grote ledematen, die qua vorm verschillen, komen overeen met de poten van gewervelde landdieren.
In 1996 werd een analyse gepubliceerd volgens welke het genetisch materiaal van de longvis dicht bij de fylogenetische wortel van alle gewervelde dieren ligt.

## Genoomgrootte
De overlevende soorten longvissen hebben het meest complexe genoom van alle bekende levende wezens. Hun genoom is soms meer dan twintig keer groter dan dat van een mens. Met tachtig picogram (7,84 × 1010 basenparen) heeft de Zuid-Amerikaanse longvis het grootste tot nu toe bekende dierlijke genoom. Oudere, maar waarschijnlijk minder nauwkeurige studies tonen zelfs grotere genomen aan, ongeveer honderddrieëndertig picogrammen, gevonden bij de Afrikaanse Ethiopische longvis.

## Systematiek
De bestaande longvissen en hun onmiddellijk uitgestorven verwanten worden wel gegroepeerd in de orde Ceratodontiformes, hoewel die niet als klade gedefinieerd is. Ze komen voor in zes soorten in Afrika, Australië en Zuid-Amerika. Ze zijn verdeeld in drie families en drie geslachten, met vier leden van elk geslacht in Afrika:
- Orde Ceratodontiformes
  - Familie Ceratodontidae
    - Ceratodus (Trias)

  - Familie Neoceratodontidae
    - Australische longvis (Neoceratodus forsteri)

  - Familie Lepidosirenidae
    - Zuid-Amerikaanse longvis (Lepidosiren paradoxa)

  - Familie Afrikaanse longvissen (Protopteridae)
    - Ethiopische longvis (Protopterus aethiopicus)
    - Oost-Afrikaanse longvis (Protopterus amphibius)
    - West-Afrikaanse longvis (Protopterus annectens)
    - Kongo-longvis (Protopterus dolloi)

## Fylogenie
De fylogenetische verwantschappen van de soorten die tegenwoordig leven, zijn te zien in het volgende diagram:
|                                     | Zuid-Amerikaanse longvis (Lepidosiren paradoxa) |
|                                     | |
| Afrikaanse longvissen (Protopterus) | \| \| Ethiopische longvis (Protopterus aethiopicus) \| \| \| \| \| \| Oost-Afrikaanse longvis (Protopterus amphibius) \| \| \| \| \| \| Afrikaanse longvis (Protopterus annectens) \| \| \| \| \| \| Kongo-longvis (Protopterus dolloi) \| \| \| \| |
|                                     | \| \| Ethiopische longvis (Protopterus aethiopicus) \| \| \| \| \| \| Oost-Afrikaanse longvis (Protopterus amphibius) \| \| \| \| \| \| Afrikaanse longvis (Protopterus annectens) \| \| \| \| \| \| Kongo-longvis (Protopterus dolloi) \| \| \| \| |
|                                     | Ethiopische longvis (Protopterus aethiopicus) |
|                                     | |
|                                     | Oost-Afrikaanse longvis (Protopterus amphibius) |
|                                     | |
|                                     | Afrikaanse longvis (Protopterus annectens) |
|                                     | |
|                                     | Kongo-longvis (Protopterus dolloi) |
|                                     | |

|  | Ethiopische longvis (Protopterus aethiopicus)   |
|  |                                                 |
|  | Oost-Afrikaanse longvis (Protopterus amphibius) |
|  |                                                 |
|  | Afrikaanse longvis (Protopterus annectens)      |
|  |                                                 |
|  | Kongo-longvis (Protopterus dolloi)              |
|  |                                                 |

|                                     | Zuid-Amerikaanse longvis (Lepidosiren paradoxa) |
|                                     | |
| Afrikaanse longvissen (Protopterus) | \| \| Ethiopische longvis (Protopterus aethiopicus) \| \| \| \| \| \| Oost-Afrikaanse longvis (Protopterus amphibius) \| \| \| \| \| \| Afrikaanse longvis (Protopterus annectens) \| \| \| \| \| \| Kongo-longvis (Protopterus dolloi) \| \| \| \| |
|                                     | \| \| Ethiopische longvis (Protopterus aethiopicus) \| \| \| \| \| \| Oost-Afrikaanse longvis (Protopterus amphibius) \| \| \| \| \| \| Afrikaanse longvis (Protopterus annectens) \| \| \| \| \| \| Kongo-longvis (Protopterus dolloi) \| \| \| \| |
|                                     | Ethiopische longvis (Protopterus aethiopicus) |
|                                     | |
|                                     | Oost-Afrikaanse longvis (Protopterus amphibius) |
|                                     | |
|                                     | Afrikaanse longvis (Protopterus annectens) |
|                                     | |
|                                     | Kongo-longvis (Protopterus dolloi) |
|                                     | |

|  | Ethiopische longvis (Protopterus aethiopicus)   |
|  |                                                 |
|  | Oost-Afrikaanse longvis (Protopterus amphibius) |
|  |                                                 |
|  | Afrikaanse longvis (Protopterus annectens)      |
|  |                                                 |
|  | Kongo-longvis (Protopterus dolloi)              |
|  |                                                 |

De scheiding van de afstamming die leidde tot Neoceratodus van de Afrikaanse en Zuid-Amerikaanse longvissen vond ongeveer 300 miljoen jaar geleden plaats aan het einde van het Carboon, Lepidosiren en Protopterus zijn onafhankelijke evolutionaire aftakkingen sinds het einde van het Jura, 145 miljoen jaar geleden.